# Єфремов (місто)
Єфремов (рос. Ефремов) — місто в Тульській області Росії.
Є великим центром у сфері економіки, промисловості, транспорту, культури, історії та туризму на території Тульської області.
Має статус мономіста Російської Федерації.

## Економіка
З 1933 року працює Єфремівська ТЕЦ, яка забезпечує промислові підприємства електроенергією, а місто теплом.
Також у місті працюють три заводи:
- Єфремівський завод синтетичного каучуку (ВАТ «ЄЗСК») (синтетичний каучук);
- Єфремівський біохімічний завод (кормові добавки);
- Єфремівський хімічний завод (ВАТ «Щекіноазот», Єфремівська філія) (сірчана кислота).

## Міста-побратими
- Ліптовський Мікулаш

## Галерея

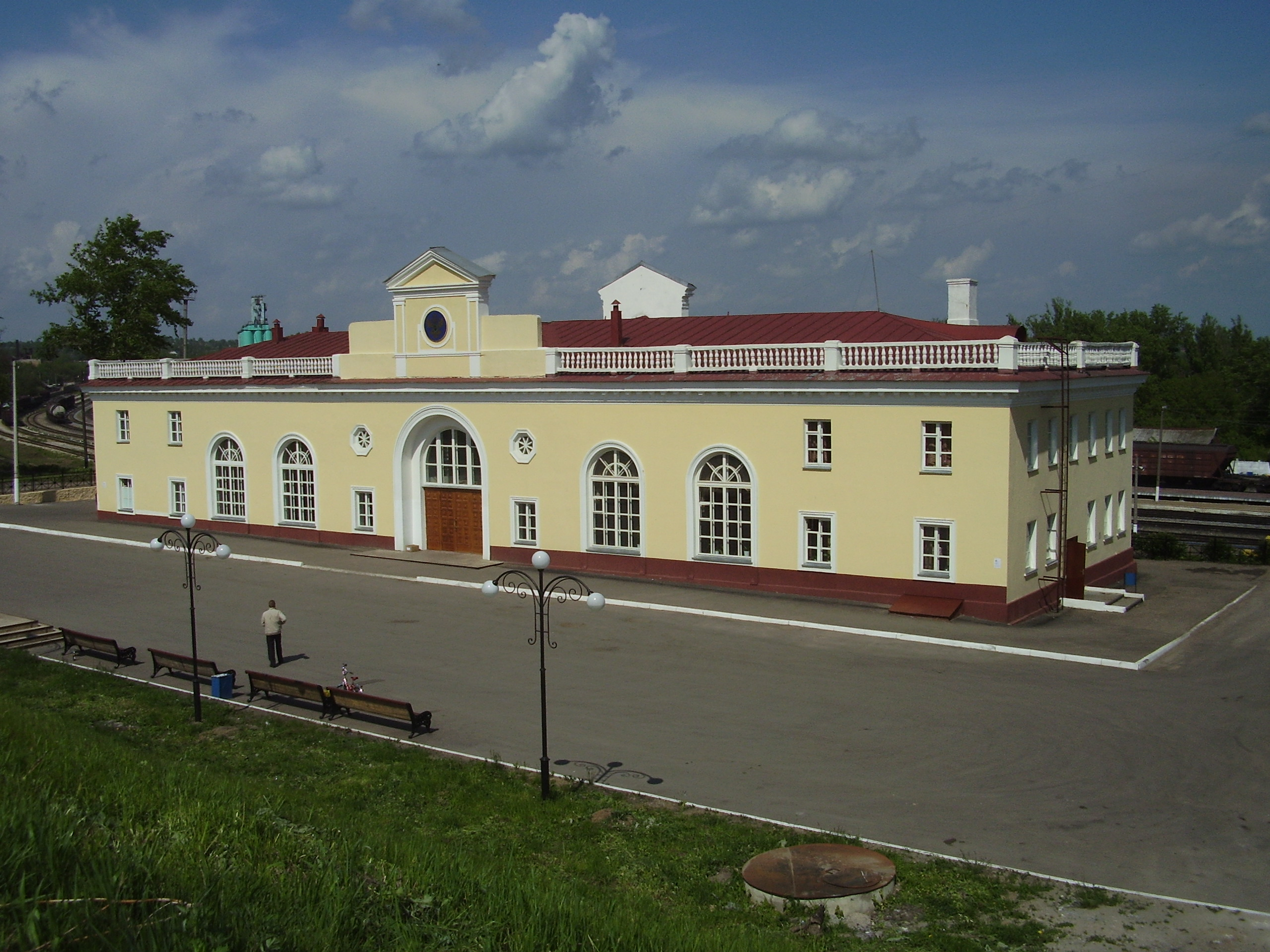
Залізничний вокзал
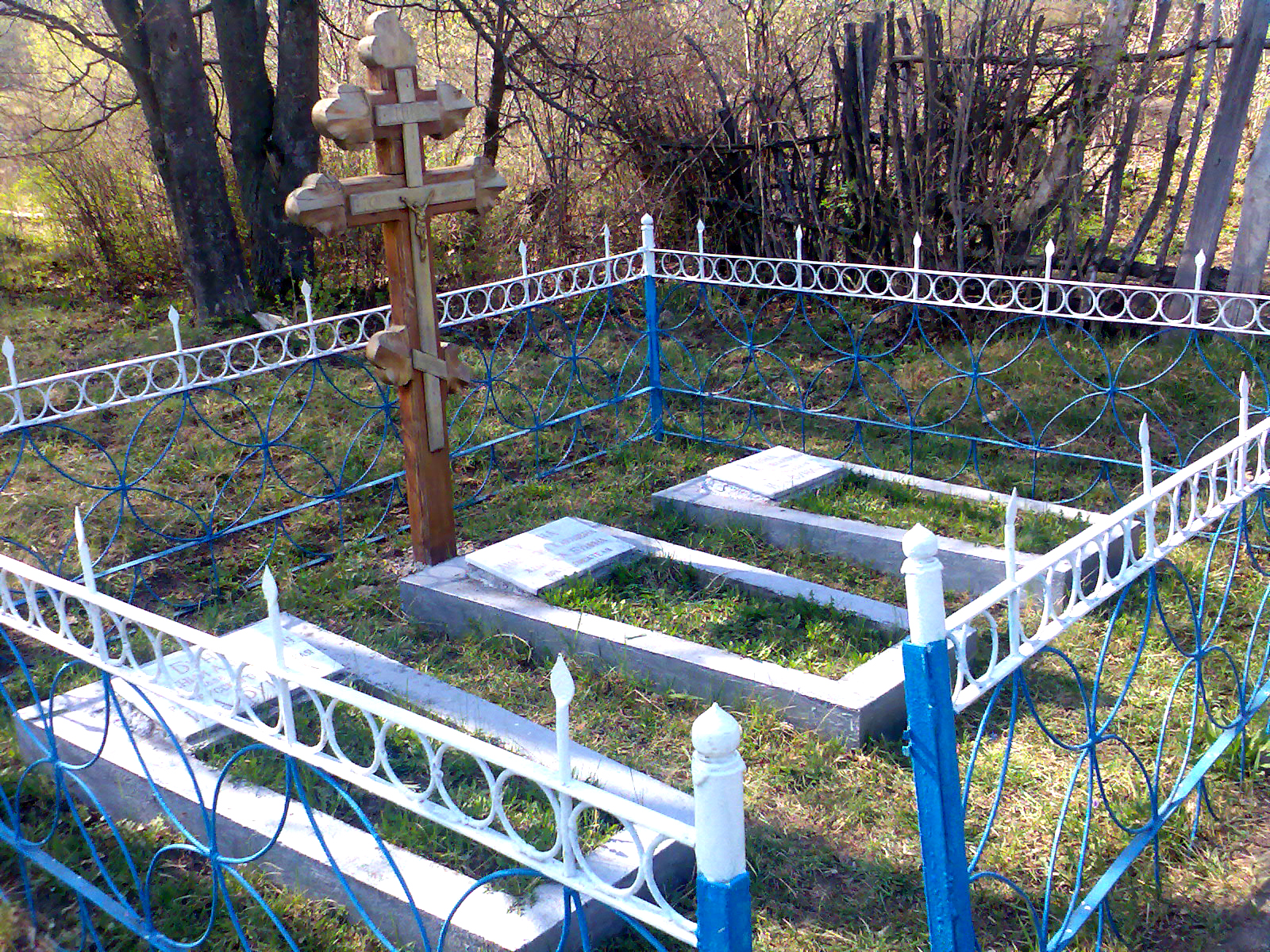
Могили родичів І. А. Буніна
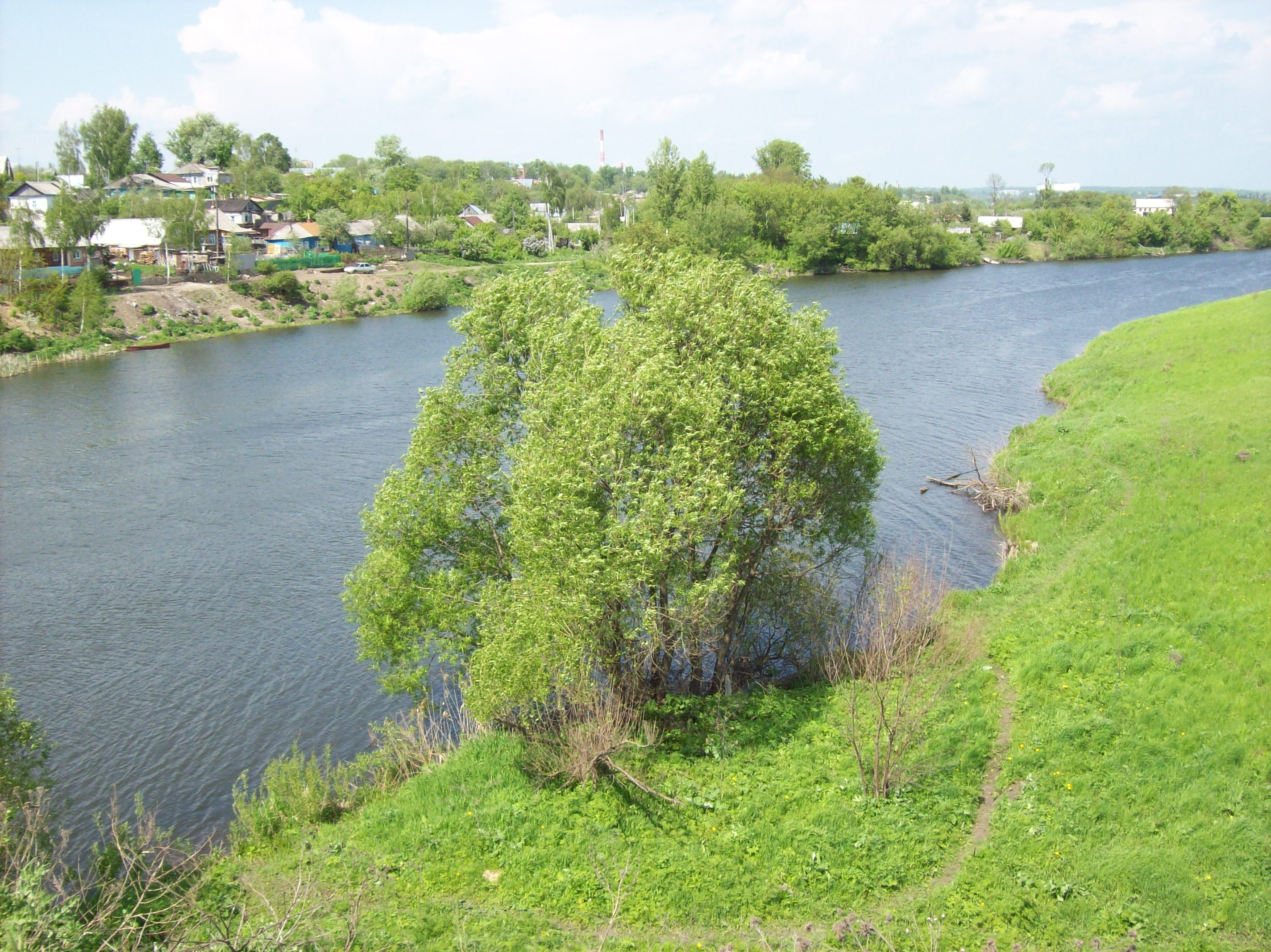
Красива Меча при в'їзді в Єфремов
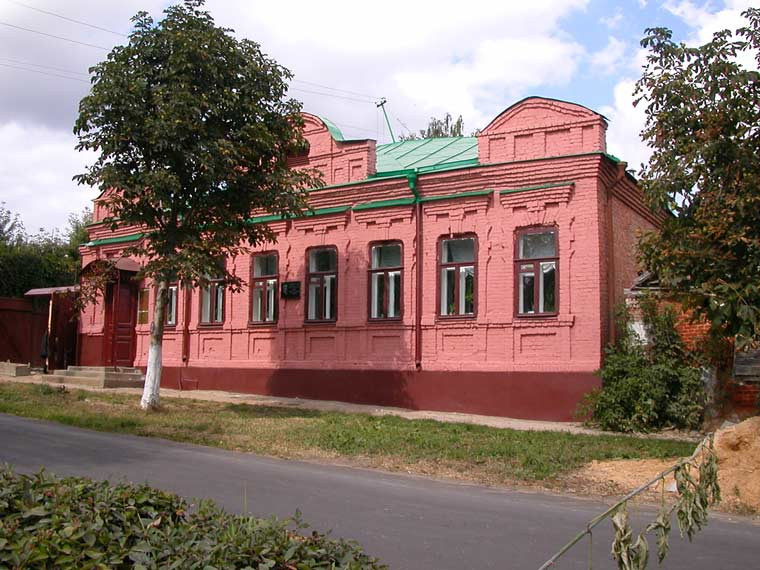
Дом-музей Буніна І. А.
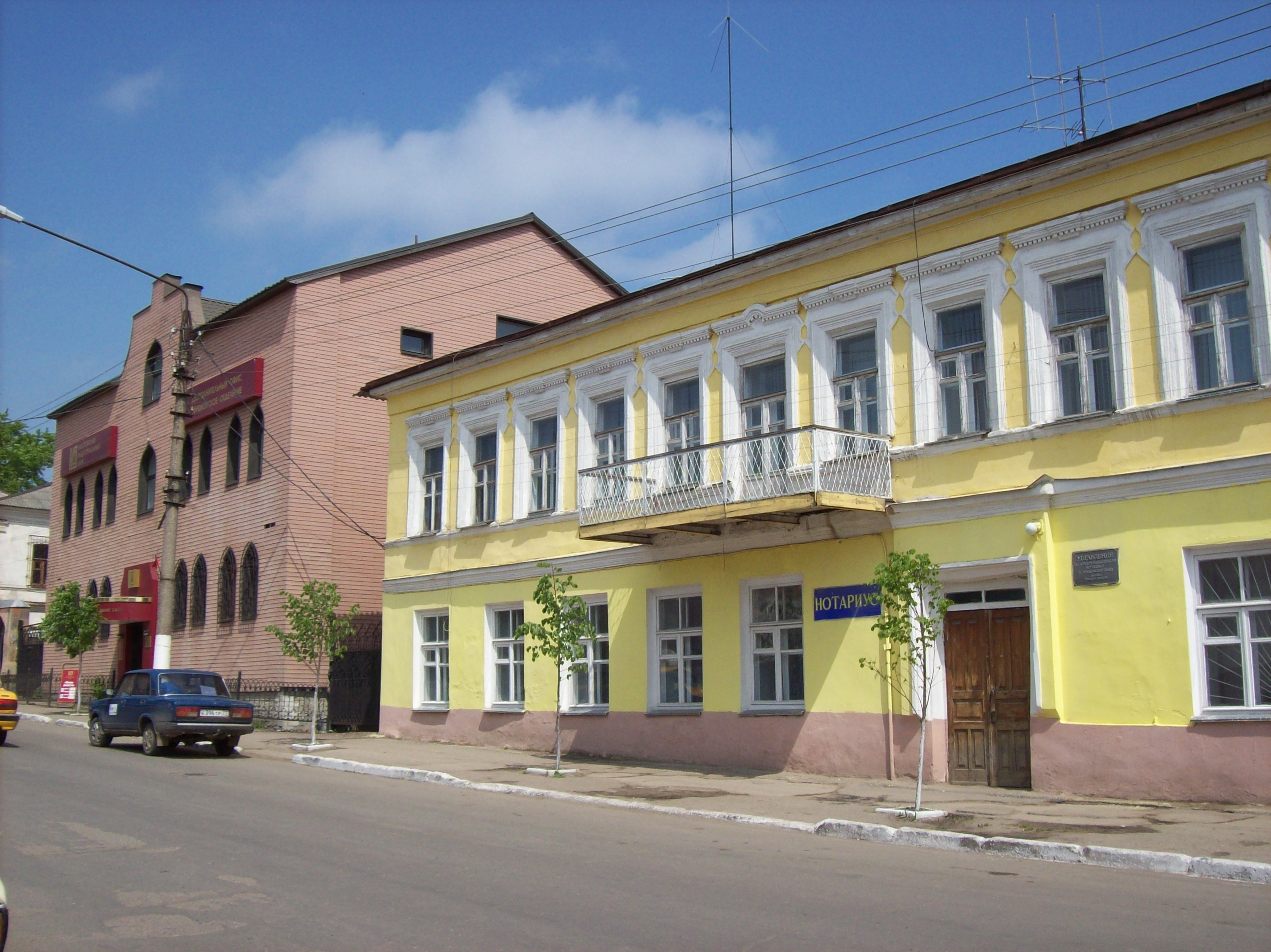
Вулиця Свердлова, 2009 рік
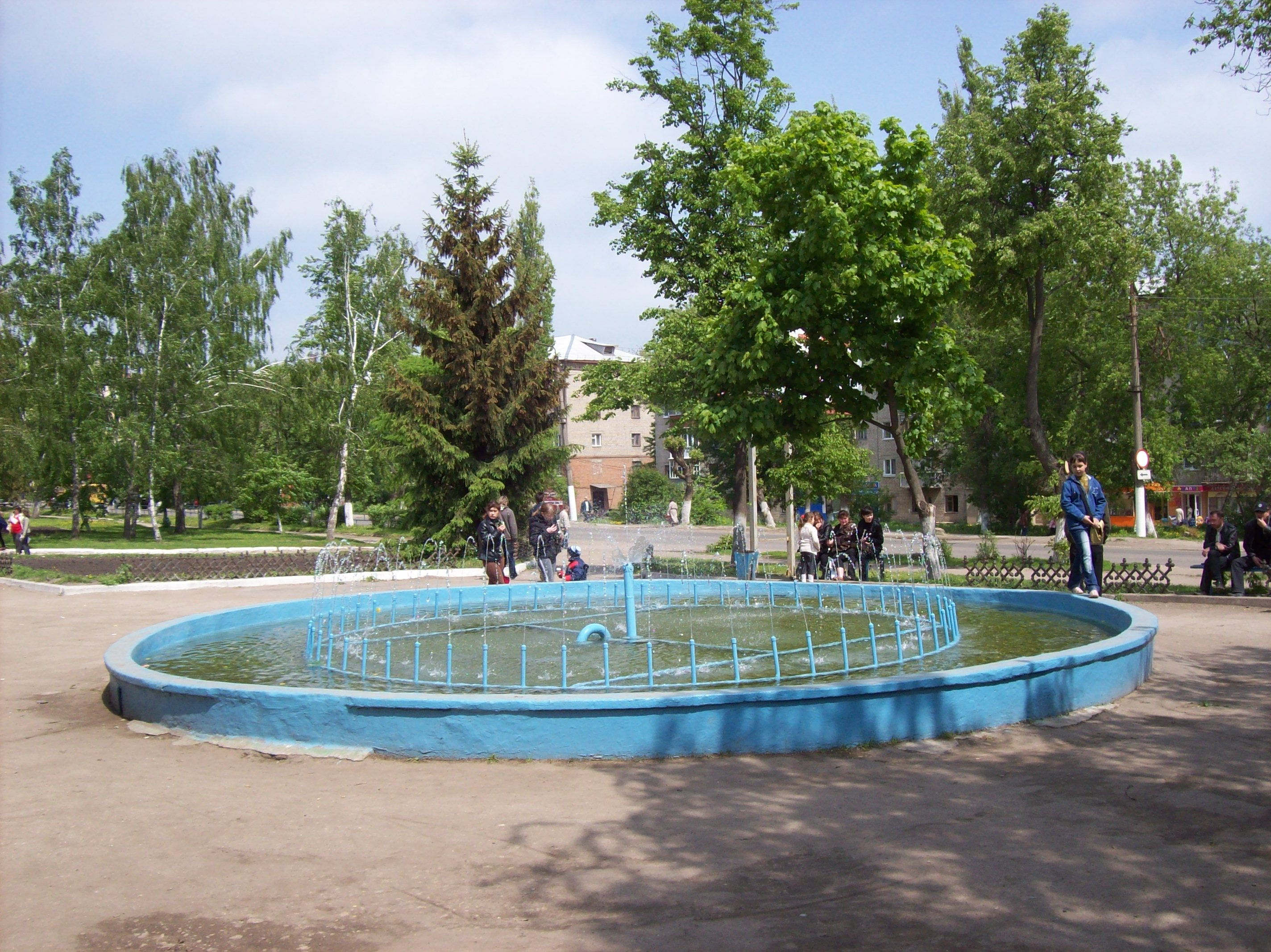
Фонтан в центрі міста
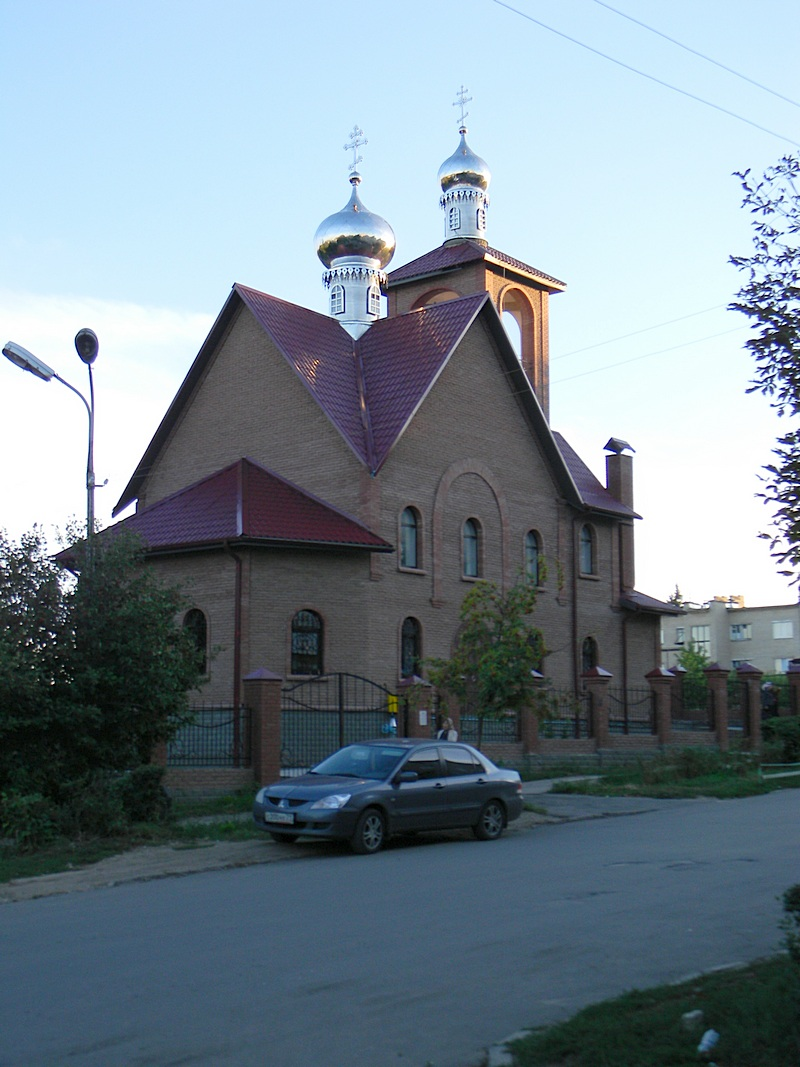
Нікольський храм
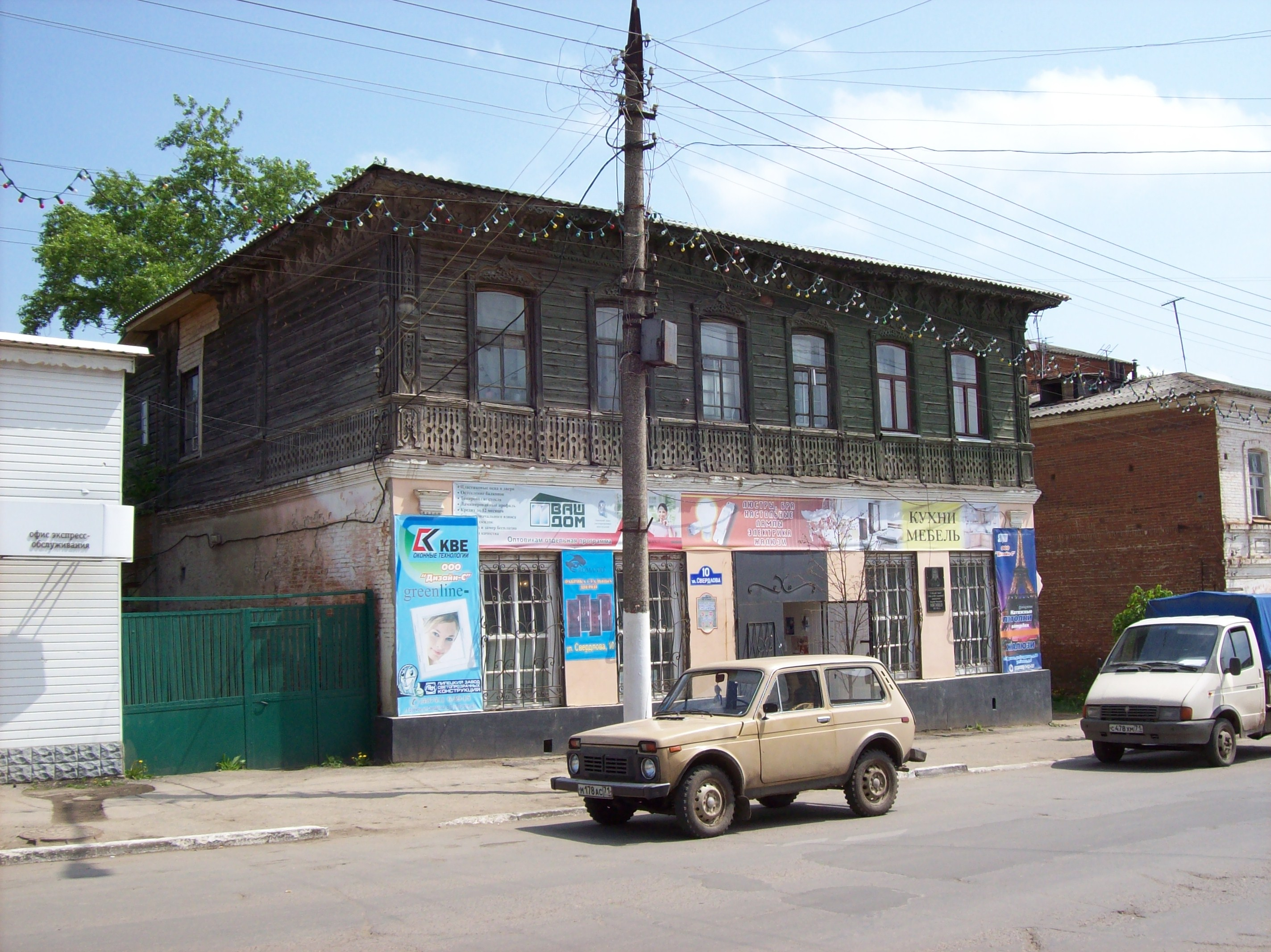
Вулиця Свердлова, дім авіаконструктора Мясищева В. М.
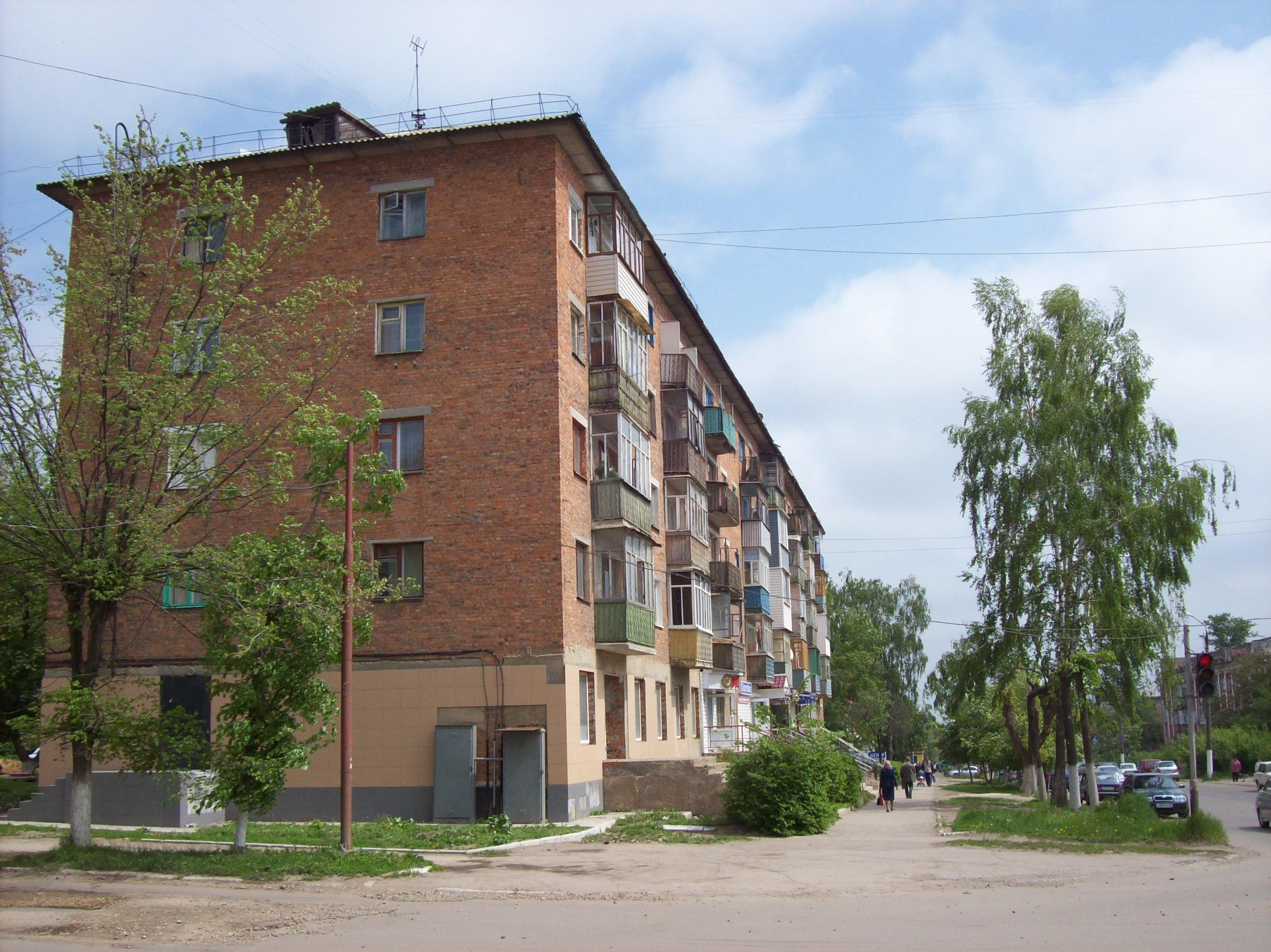
Вулиця Леніна, 2009 рік
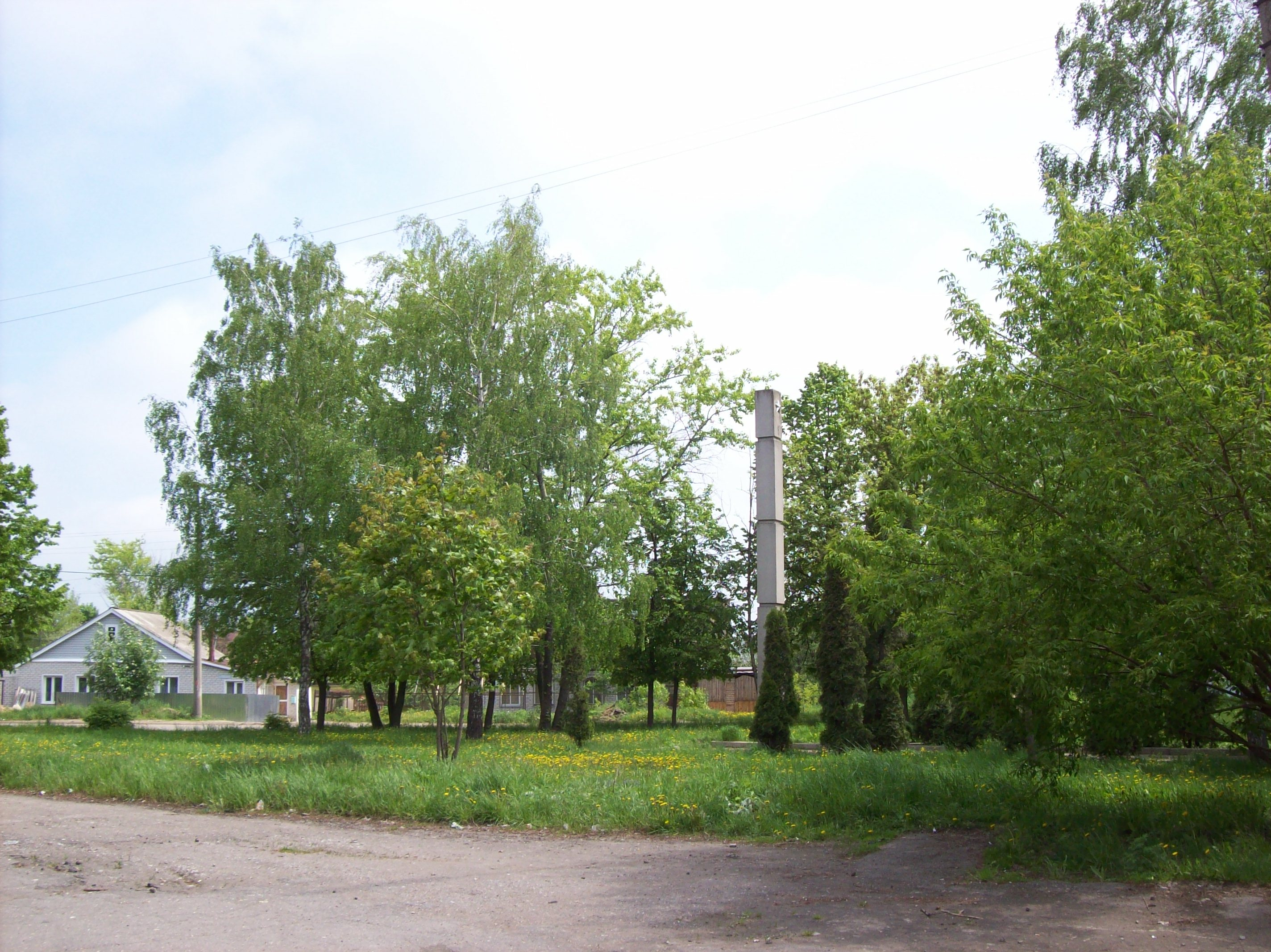
Сквер
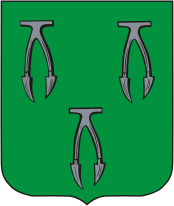
Герб міста в 1778 році
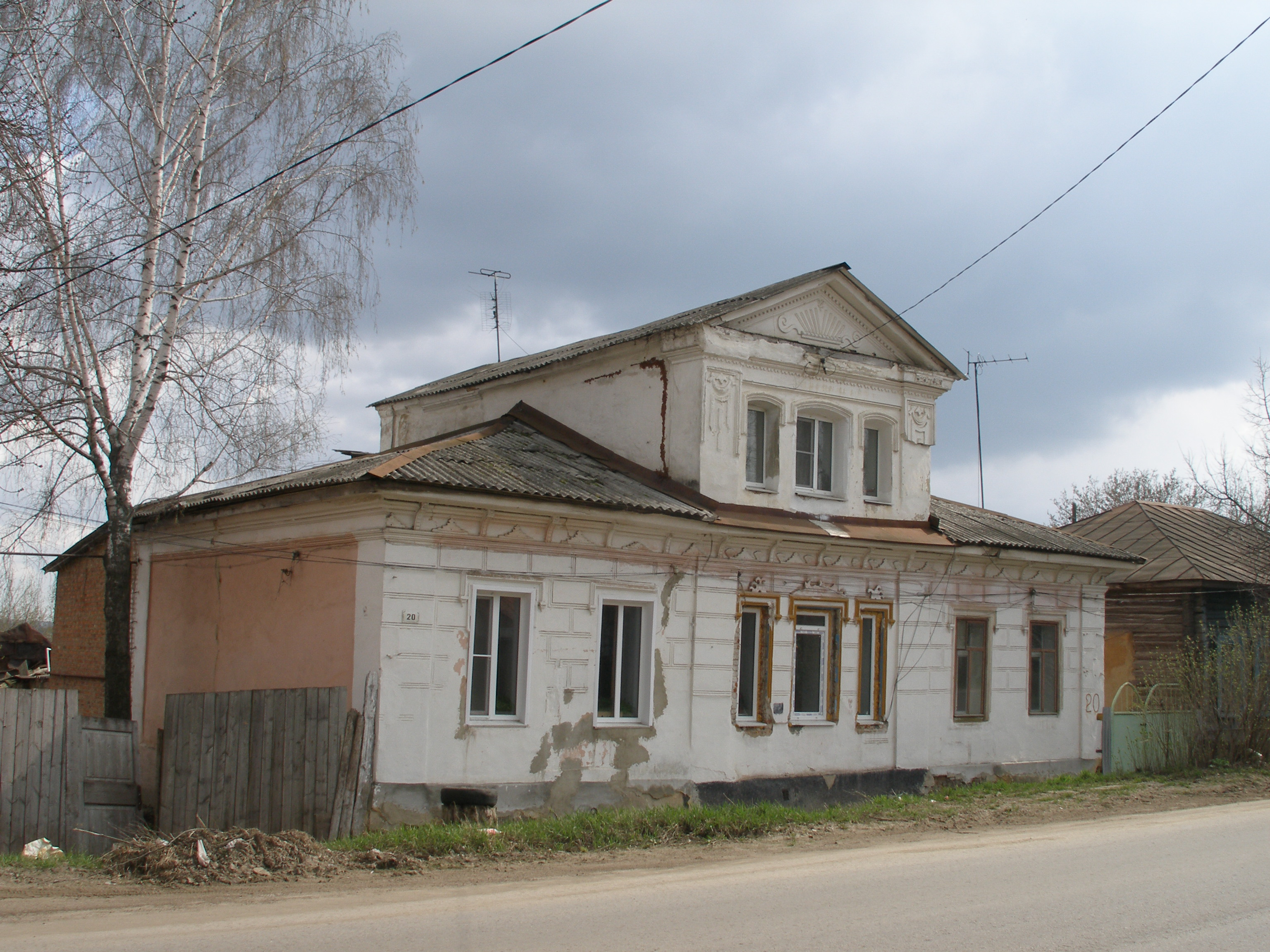
Дім купця Цнихова в старій частині міста, є пам'ятником архітектури
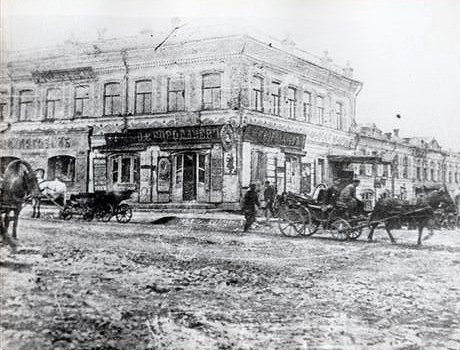
Центр міста, 1910 рік
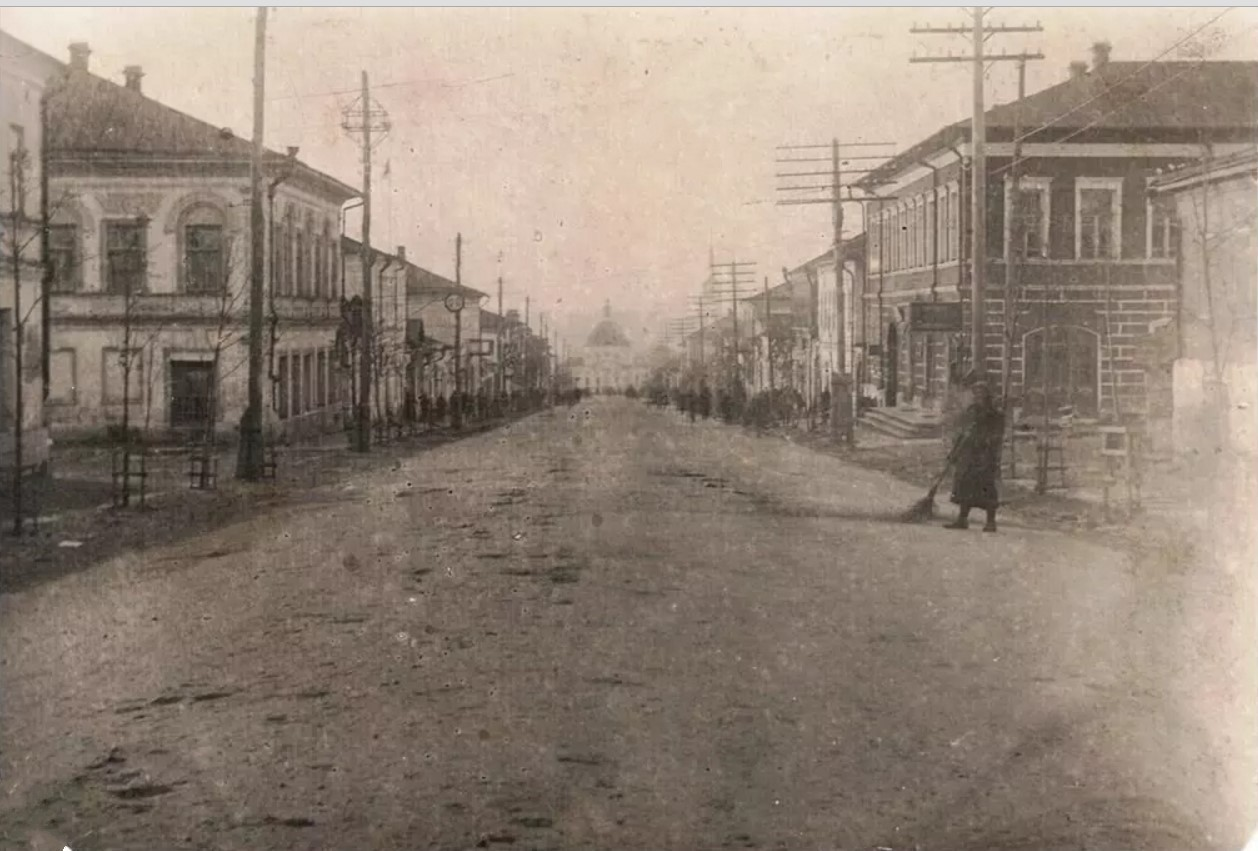
Центр міста, 1910 рік
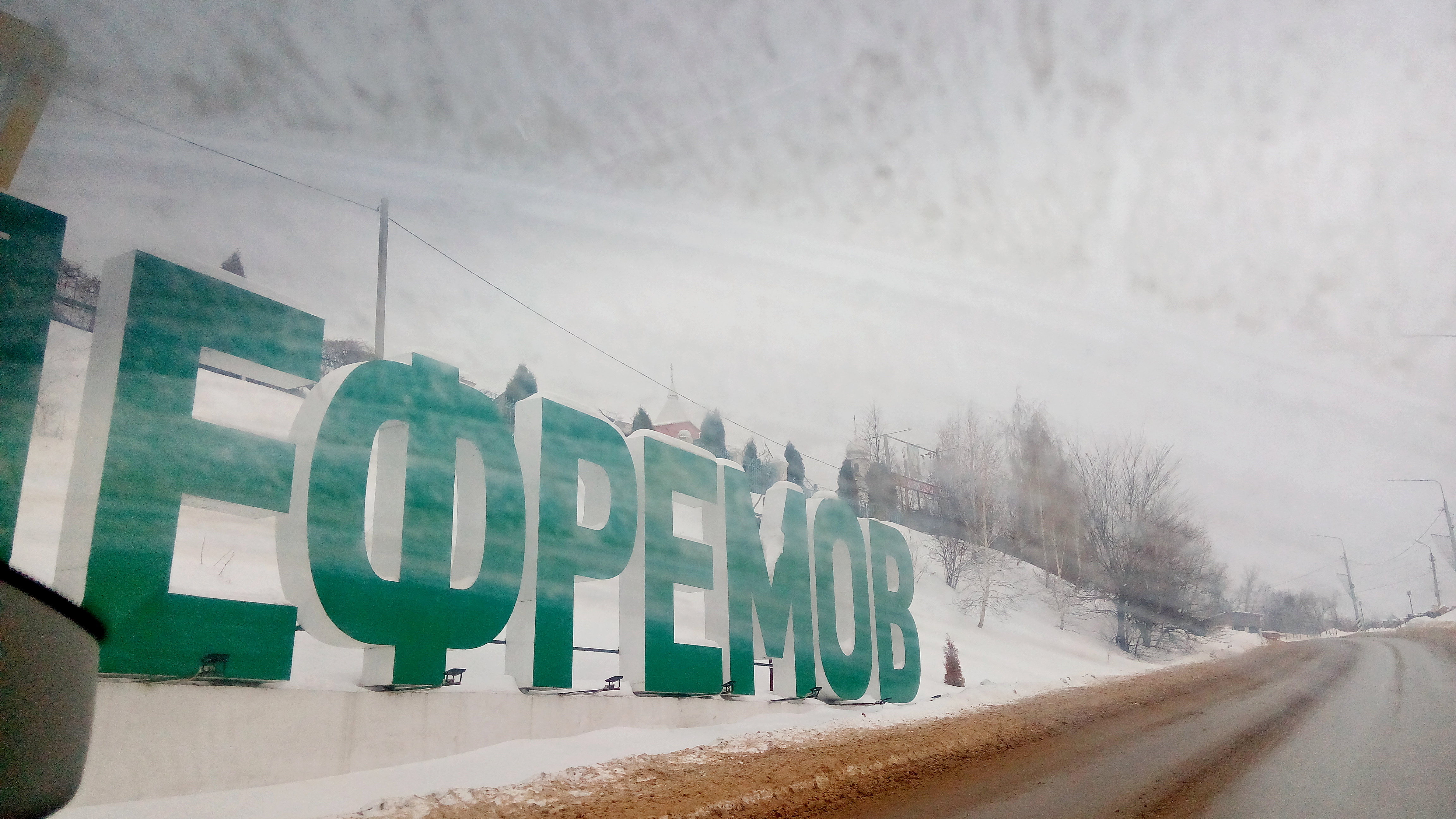
Стелла на в'їзді в місто
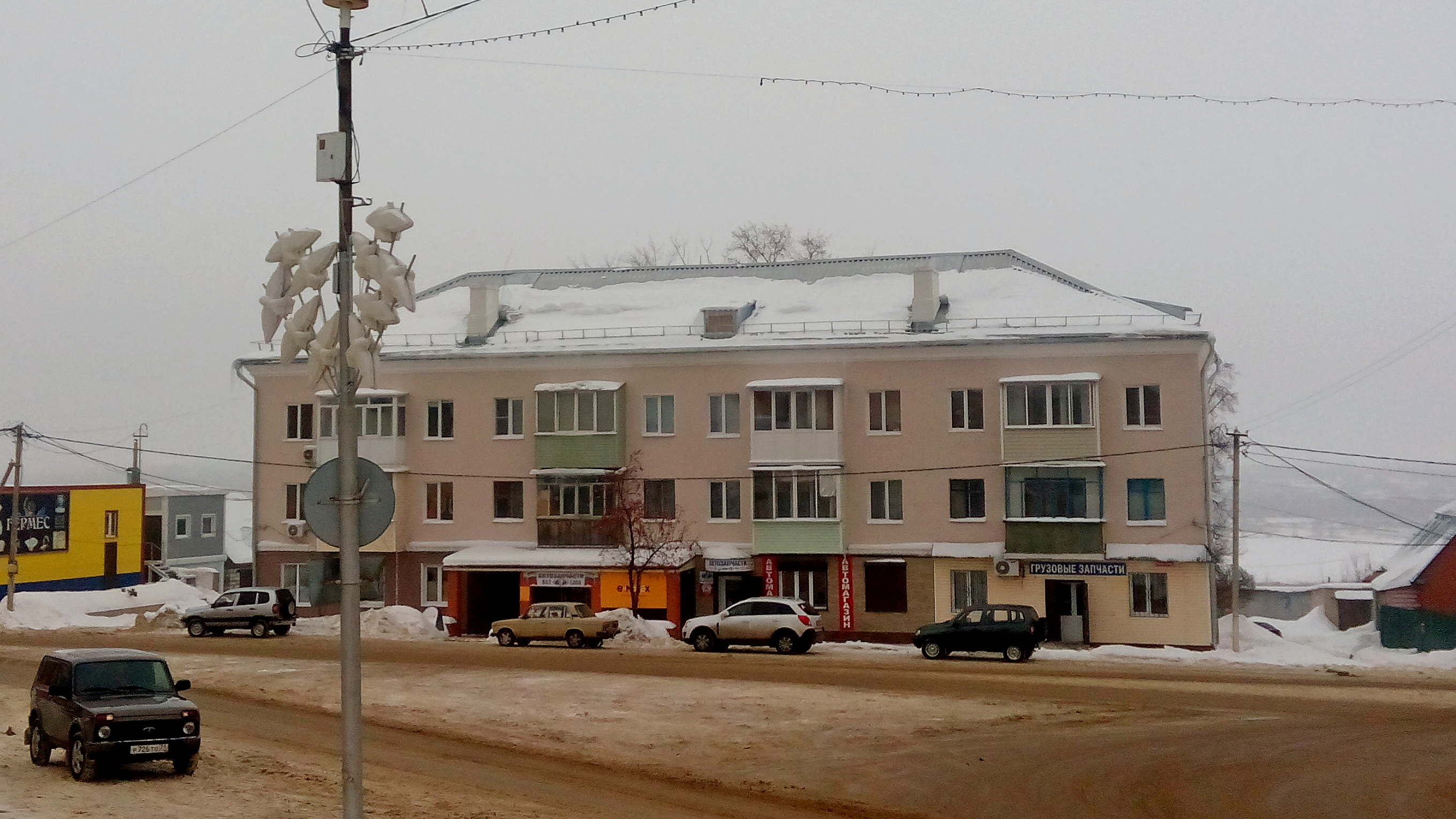
Житловий дім на Красній площаді